# Wilhelm Nördling
Wilhelm Nordling né Nordlinger (Stuttgart, 1821 - Paris, 1908) est un ingénieur allemand formé en France à l'École polytechnique et à l'École nationale des ponts et chaussées, concepteur de plusieurs ouvrages d'art ferroviaires, ou directeur de leur construction.

## Biographie
Admis en 1858 à la nationalité française par décret de Napoléon III, il quitte cependant la France lors de la guerre franco-allemande pour devenir directeur des chemins de fer autrichiens de 1870 à 1879.

## Réalisations
Avec Durbach, Karl Etzel (en) et François Jacqmin, il fait partie de l'équipe qui fait la conception du viaduc de Grandfey, construit de 1857 à 1863, à proximité de Fribourg, en Suisse.
En tant qu'ingénieur-en-chef, il participe à la construction du viaduc de Busseau de 1863 à 1864.
Il propose de réaliser une grande partie de la ligne de Figeac à Arvant à l'aide d'une nouveauté technique, la « voie de paroi », limitant l'exposition aux conditions hivernales.